# Maccallumiella patini
Maccallumiella patini is een lintworm (Platyhelminthes; Cestoda). De worm is tweeslachtig. De soort leeft als parasiet in andere dieren.
Het geslacht Maccallumiella, waarin de lintworm wordt geplaatst, wordt tot de familie Eucestoda incertae sedis gerekend. De wetenschappelijke naam van de soort werd voor het eerst geldig gepubliceerd in 1921 door MacCallum.